# Een huis voor meneer Biswas
Een huis voor meneer Biswas (Engels: A House for Mr Biswas) is een roman, geschreven door de Trinidadiaans-Britse schrijver en Nobelprijswinnaar V.S. Naipaul. Het verhaal is fictie maar wel geïnspireerd op het levensverhaal van de vader van de schrijver. De roman staat op de lijst van de Modern Library 100 Beste Romans en wordt gezien als een van de beste werken van Naipaul.
Het thema van het boek is vervreemding. De geboorte van de hoofdpersoon, meneer Biswas, is omgeven met bijgeloof en negatieve voortekenen. Hij wordt min of meer verstoten door zijn omgeving en doet er als volwassene alles aan om hogerop te komen, wat hem niet lukt. Uiteindelijk stelt hij zich tot doel om zij eigen huis te bezitten zodat hij op zichzelf kan zijn en eindelijk zijn eigen plek krijgt.
Een thema dat meer op de achtergrond staat is de koloniale maatschappij van Trinidad en Tobago, gezien met een postkoloniale blik.